# Daddy Lumba
Daddy Lumba (* 29. September 1964 als Charles Kwadwo Fosu in Nsuta Amangoase, Ashanti Region; † 26. Juli 2025 in Accra) war ein ghanaischer Highlife‑Sänger, Songwriter und Produzent. Seine Lieder machten ihn ab den 1980er-Jahren zu einer stilprägenden Figur der ghanaischen Popularmusik.

## Leben
Seinen Künstlernamen erhielt er, nachdem er das Lied Lumba Lumba den Freiheitskämpfern Südafrikas gewidmet hatte. In den frühen 1980er Jahren zog er nach Deutschland und bildete dort mit Nana Acheampong das Duo Lumba Brothers. Das gemeinsame Debütalbum Yee Ye Aka Akwantuom (1986) beleuchtete die Situation ghanaischer Migranten in Europa. Nach der Trennung des Duos begann er mit Obi Ate Meso Bio (1990) eine erfolgreiche Solokarriere. Sein erster Solo‑Hit Theresa aus demselben Jahr machte ihn auch in Ghana einem breiten Publikum bekannt. Bis in die 2020er Jahre veröffentlichte er kontinuierlich neue Musik.
In den Monaten vor seinem Tod befand er sich mehrfach in medizinischer Behandlung. Im Februar 2025 gab er in Accra sein letztes öffentliches Konzert. Anfang Juli 2025 traf er bei einer Veranstaltung zum Republic Day im Jubilee House den ghanaischen Präsident John Dramani Mahama. Für den weiteren Verlauf des Jahres war eine Tournee durch die Vereinigten Staaten und Kanada geplant. Er starb im Juli 2025 im Bank Hospital im Alter von 60 Jahren im Accraer Stadtteil Cantonments.
Zahlreiche Kollegen wie Sarkodie, Guru, Sista Afia und M.anifest hoben nach seinem Tod sein „unglaubliches Talent“ hervor. Staatspräsident Mahama würdigte ihn postum als „unvergleichliches musikalisches Genie“, dessen Vermächtnis „durch die Zeiten hallen“ werde.

## Wirken
Daddy Lumba verband klassischen Highlife mit zeitgenössischen und gelegentlich gospelorientierten Stilformen. Seine Texte behandelten Themen wie Liebe, Armut, Schönheit, Geld und gesellschaftlichen Zusammenhalt. Er galt als der bedeutendste Highlife‑Musiker Ghanas.
Zu seinen bekanntesten Liedern zählen unter anderem Aben Wo Ha, Ohia Asem, Playboy, Biribi Gyegye Wo, Seese Wo Se, Odo Foforo, Back For Good, Poison sowie das gemeinsam mit Ofori Amponsah veröffentlichte Album Wo Ho Kyere. Seine letzte große Veröffentlichung war die Single Ofon Na Edi Asem Fo im Dezember 2022. Außerdem erschienen in dieser Phase die Stücke Awoso und das gospelbetonte Nya Abotare Na Twen Awurade aus den Jahren 2022 beziehungsweise 2023.
Er verhalf Künstlern wie Ofori Amponsah 1999 mit dem Album Wo Ho Kyere zum Durchbruch und förderte nach eigener Aussage 13 ghanaische Musikerinnen und Musiker. Gemeinsam mit Pat Thomas brachte er 2004 das Kollabo‑Album Ahenfo Kyinye heraus. Er arbeitete zudem mit Rheingold-Gründer Bodo Staiger zusammen.
1999 zeichnete ihn die Jury der Ghana Music Awards dreimal aus, unter anderem für das beste Album und das beliebteste Lied des Jahres. Im Jahr 2000 folgten bei den Ghana Music Awards weitere Ehrungen, darunter der Titel Künstler des Jahres sowie Album des Jahres. 2018 erhielt er den Legend of Entertainment Award der EMY Africa Awards. Für seine Gesamtleistung wurde ihm 2025 die Presidential Grand Medal der Republik Ghana verliehen.